# برایان آلسیوس
برایان آلسیوس (انگلیسی: Bryan Alceus؛ زادهٔ ۱ فوریهٔ ۱۹۹۶) بازیکن فوتبال اهل فرانسه است.
از باشگاه‌هایی که در آن بازی کرده‌است می‌توان به باشگاه فوتبال بوردو، باشگاه فوتبال پاریس اف سی، و باشگاه فوتبال زیره اشاره کرد.
وی همچنین در تیم‌های ملی فوتبال Haiti national under-20 football team و هائیتی بازی کرده‌است.